# 미첼 (래퍼)
미첼(본명: 신민규, 1997년 1월 15일 ~ )은 대한민국의 래퍼이다.

## 학력
- 대경대학교 헤어디자인과 졸업

## 음반 목록

### 싱글
- 2018.03.12 아까워 시간이
- 2018.11.30 겨울밤의 별